# Inver
Inver är en by i Highland i Skottland. Byn är belägen 10 km 
från Tain. Orten har 459 invånare (2011).